# Чухнов Аркадій Сергійович
Арка́́дій Сергі́йович Чухно́в (17 серпня 1975 — 3 травня 2015) — солдат Збройних сил України, учасник російсько-української війни.

## Життєвий шлях
Закінчив кам'янецьку ЗОШ № 7, жив та працював у Кам'янці-Подільському.
6 лютого 2015-го мобілізований, проходив навчання на Яворівському полігоні, згодом — на Рівненському загальновійськовому полігоні.
Водій 15-го окремого мотопіхотного батальйону.
3 травня 2015-го на закладеному фугасі біля села Катеринівка Попаснянського району на ґрунтовій дорозі підірвалася БРДМ-2, Аркадій був за кермом. Загинули двоє військовиків — Юрій Гіль та Аркадій Чухнов, ще троє зазнали поранень і госпіталізовані.
Без Аркадія лишились батьки, 13-річний син.
Похований у місті Кам'янець-Подільський 8 травня 2015-го, у останню дорогу прощали на колінах.

## Нагороди та вшанування
- Указом Президента України № 9/2016 від 16 січня 2016 року — орденом «За мужність» III ступеня (посмертно)[1]
- Почесний громадянин міста Кам'янця-Подільського (посмертно, рішення міської ради № 109/93)
- відзнака міста Кам'янця-Подільського «За заслуги перед міською громадою» (посмертно)
- 18 березня 2016 року в ЗОШ № 7 відкрито пам'ятні знаки на честь випускників Миколи Гордійчука та Аркадія Чухнова.
- На його честь названо нову вулицю, яка проєктується на земельній ділянці біля вулиці Руслана Коношенка, вона матиме назву Аркадія Чухнова.[2]